# Guitar Hero: On Tour
Guitar Hero: On Tour es un videojuego de música diseñado para la consola Nintendo DS, basado en la serie de videojuegos Guitar Hero. El juego fue desarrollado por Vicarious Visions y publicado por RedOctane y Activision, y fue lanzado en América del Norte el 22 de junio de 2008 en un pack especial y a su vez individualmente el 23 de junio de 2008. El juego simula el uso del controlador en forma de guitarra utilizado en otros juegos de la serie proporcionando un "Grip Guitar", un único controlador de cuatro trastes que se inserta en la ranura para juegos de Game Boy Advance de la consola. El juego cuenta con más de 25 canciones con licencia, incluyendo una canción adicional. El juego funciona con Nintendo DS Lite y Nintendo DS original. Debido al no tener ranura para juegos de GBA, el juego no es compatible con Nintendo DSi y Nintendo 3DS (tampoco las versiones XL).

## Desarrollo

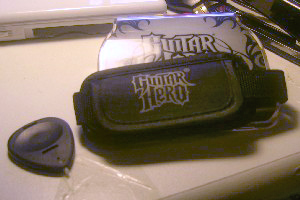
EL guitar grip y el pick stylus.

El trabajo en una versión de Nintendo DS se inició a principios de 2007 de acuerdo con el CEO de Vicarious Visions, Karthik Bala, aunque el juego no fue anunciado oficialmente hasta el 7 de septiembre de 2007 en Austin el GDC'07. Bala dijo que la inspiración para el juego era "ver si es posible incluso hacer realmente un juego de música con buen ritmo en una consola portátil". Los seis primeros meses de desarrollo se "toque y siga", de acuerdo a Bala, y tomó casi un año para determinar el mejor mecanismo para rasgando el juego. Bala alegó que habían pasado por más de 20 combinaciones de software y el hardware periférico, hasta que "golpear a la idea de crear un dispositivo periférico que tendría el traste botones de conectar en la ranura de GBA de la Nintendo DS. Esto también dio la ventaja de hacer el periférico compacto, lo que le permite ser fácilmente adaptado. Otros diseños que se probaron pero que se declinaron incluía una guitarra más grande en forma de unidad que se adjuntó a la DS (apodado "Ukelele Hero" por el equipo de diseño), los diferentes accesos con tres a seis y doce botones, y de juego que se construyó en torno a sólo con el lápiz táctil. No hasta que el primer prototipo fue hecho, Vicarious Visions hizo enfoque de Nintendo y RedOctane; ambas empresas se mostraron escépticos del juego, pero ayudó a apoyar el equipo, ayudando a Nintendo en el hardware de interacción con el DS, y RedOctane por ayudar con la ergonomía de la Guitar Grip.
Incluso con el hardware diseñado, Vicarious Visions gastado más tiempo perfeccionar el juego. De acuerdo con el diseñador Jeremy Russo, el equipo tuvo el mayor número de probadores de juegos utilizados para cualquier proyecto con el fin de perfeccionar la acción de "rasgar" en la pantalla, utilizando una serie de probadores, incluidos los que nunca habían jugado un juego de Guitar Hero, los jugadores de Dragonforce en experto, y guitarristas reales. Además, el equipo quería ampliar el "Duelo de guitarras" a modo de incluir varios mini juegos específicos de DS que no podían ser recreados en otras consolas, pero se encontraron fuera de plazo. RedOctane quería ver On Tour como un "pulido título AAA en una mano" e insistió en que el "Duelo de guitarras" fuese una característica clave del juego, y dio a Vicarious Visions más tiempo para completar el juego. El tiempo adicional permitió que el equipo desarrollase el software para reconocer todo tipo de rasgueo , incluida la búsqueda de una solución para manejar los jugadores expertos que rasgueaban más rápido de lo que podría reconocer la consola. Esta vez también fue utilizada para fortalecer el "Duelo de guitarras" de juego, y como resultado, este modo se convirtió en la característica favorita del juego.
Mientras que algunas canciones eran exportadas del Guitar Hero 3: Legends of Rock, Vicarious Visions recreo todas las notas de las canciones para el juego, intentando mantener la misma diferencia de dificultad desde fácil hasta experto como en las versiones no portátiles. Cada canción ha sido dividida en 3 archivos separados y comprimidos que suenan simultáneamente durante el juego.
Vicarious Visions ha desarrollado un método para superar los 2000-polígonos límite impuesto por el hardware de Nintendo DS para permitir a los personajes, cada uno de ellos compuesto de alrededor de 2000 polígonos, ser reconocidos. También desarrollaron un método de permitir la entrada a través del puerto para GBA de la NDS, obviamente para la Guitar Grip.

## Juego

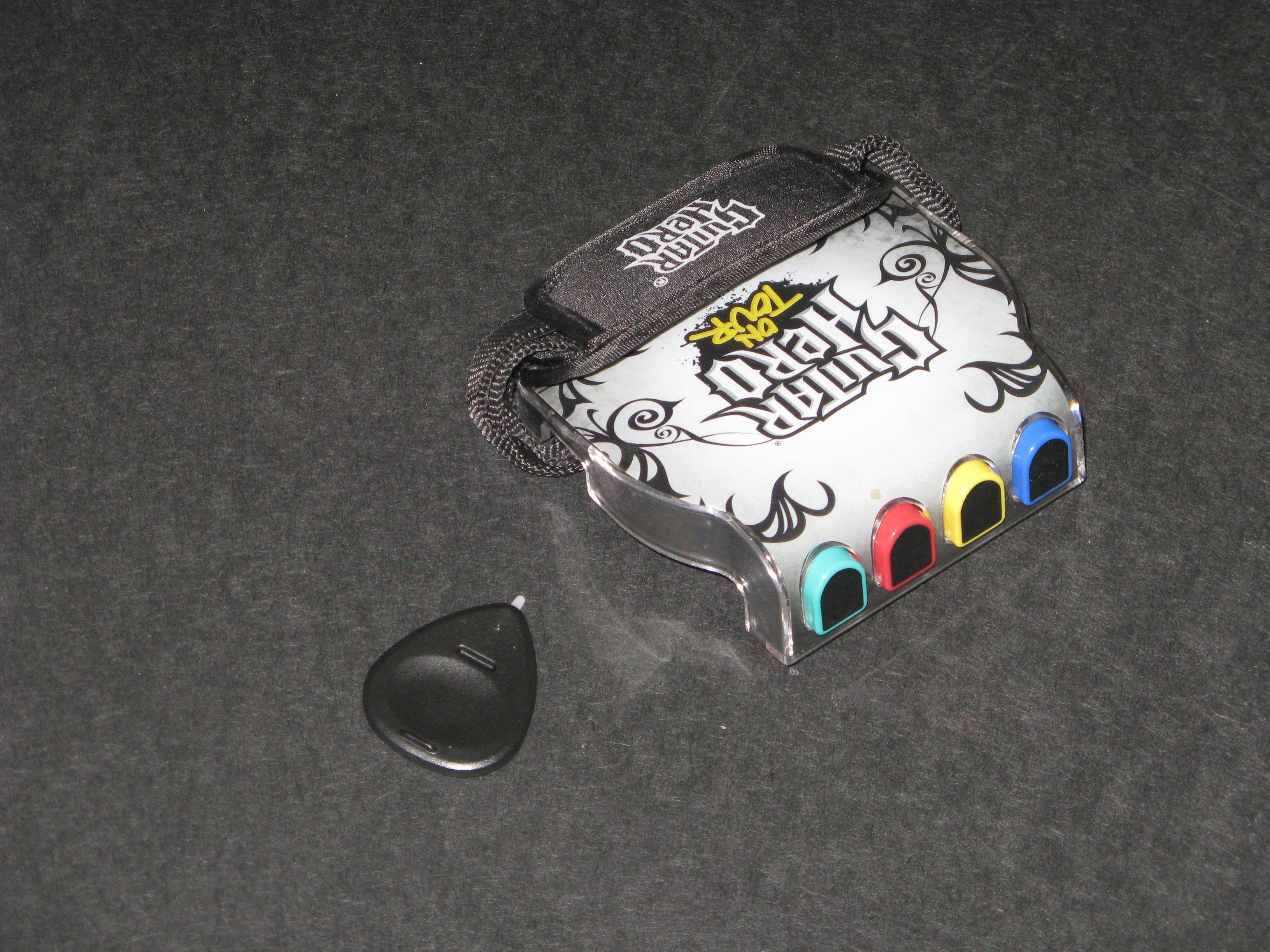
GuitarHero On Tour Controller.

El núcleo de juego, sigue siendo el mismo de los otros juegos de la serie. Para adaptar el modo de juego para el Nintendo DS, el juego va a buque con un periférico especial, el "Guitar Grip", que es ligeramente más pequeña que la Nintendo DS Lite y se inscribe en el cartucho de GBA. La unidad está diseñada para el Nintendo DS Lite, pero cuenta con un pequeño adaptador que se puede extraer para su uso en los modelos antiguos de NDS. Cuatro botones de traste están situados en el lado de la unidad cerca de la ranura del cartucho. Una wriststrap se adjunta a la parte inferior para proporcionar apoyo mientras se está jugando. El jugador titular de la unidad en un libro de orientación vertical (similar a Ninja Gaiden: Dragon Sword o el Hotel Anochecer: Sala 215), y utiliza una selección especial de guitarra en forma de lápiz óptico para strum en la pantalla táctil de la DS con su mano libre. Las notas y el desempeño de los elegidos en el grupo se muestran en la otra pantalla. las notas se desplazan hacia abajo en la "nota carretera", el jugador debe presionar el botón correcto y rasgar la pantalla táctil al mismo tiempo utilizando la "pua stylus" para ganar puntos con éxito. Mientras mantiene una larga nota, el jugador también puede usar la pantalla táctil para aplicar un efecto whammy moviendo el "pua stylus" por la pantalla en el whammy bar o en cualquier parte de la pantalla. Después de que el jugador ha logrado alcanzar un seleccionado serie de notas, van a ganar "estrellas de poder", que duplica su puntuación hasta que el medidor se haya agotado. Este es activado por gritar o soplar en el micrófono de DS, pulsando cualquiera de los botones de cara a la DS, o tocando el medidor de potencia Star en la pantalla táctil.
El juego utilizará la capacidad local inalámbrica de la Nintendo DS para apoyar tanto 2-jugadores cooperativo y competitivo, jugar el juego. El juego introduce la competencia encontrada en Guitar Hero III: Leyends of Rock que se llama "Duelo de guitarras". En On Tour, estas distracciones requerirá el jugador afectado para utilizar las características de la DS para eliminar la distracción, incluidas tener que soplar en el micrófono para apagar las llamas virtual en su guitarra, tener que firmar autógrafos rápidamente en la pantalla táctil si se apresurara un grupo de fan's del juego, o para arreglar una fractura de cadena arrastrando los extremos rotos.

## Promoción
En Norteamérica se lanzó un paquete especial el 22 de junio de 2008, un día antes del estreno mundial donde los jugadores podían comprar un Nintendo DS Lite blanco o negro especial, que conmemoraba al juego y a su vez lo traía incluido junto con un pick stylus especial, unos auriculares y obviamente Guitar Hero: On Tour.
El 14 de junio, Toys "R" Us en los EE.UU. organizó un evento, donde los jugadores ponen a prueba el juego más de una semana antes de que sea puesta en libertad. También en el caso, toda persona que asistió recibió un Guitar Hero sticker, un tatuaje temporal, y una etiqueta de perro

## Soundtrack
Guitar Hero: On Tour fue equipado con 26 canciones para las versiones americanas mientras que las europeas incluyen 5 tracks más al roster adicional. En la tabla se marcan cuales canciones fueron reeditadas para el juego y cuales se incluyen en las versiones.
| Año  | Canción                      | Artista                        | Master de grabación | NA/UK/AUS Roster        | Roster Europeo          |
| ---- | ---------------------------- | ------------------------------ | ------------------- | ----------------------- | ----------------------- |
| 1999 | "All Star"                   | Smash Mouth                    | Sí                  | 2. Rooftop              | 2. Rooftop              |
| 1999 | "All the Small Things"       | Blink-182                      | Sí                  | 1. Subway               | 1. Subway               |
| 2006 | "Anna Molly"                 | Incubus                        | Sí                  | 5. Battleship           | 5. Battleship           |
| 2003 | "Are You Gonna Be My Girl"   | Jet                            | Sí                  | 1. Subway               | 1. Subway               |
| 1995 | "Avalancha"                  | Héroes del Silencio            | Sí                  | N/A                     | 4. Greek Arena          |
| 1970 | "Black Magic Woman"          | Santana                        | No                  | 4. Greek Arena          | 3. Parade (encore)      |
| 1991 | "Breed"                      | Nirvana                        | Sí                  | 2. Rooftop              | 2. Rooftop              |
| 2006 | "Ça Me Vexe"                 | Mademoiselle K                 | No                  | N/A                     | 3. Parade               |
| 1973 | "China Grove"                | The Doobie Brothers            | Sí                  | 3. Parade               | N/A                     |
| 2006 | "Do What You Want"           | OK Go                          | Sí                  | 1. Subway               | 1. Subway               |
| 2004 | "Heaven"                     | Los Lonely Boys                | Sí                  | 3. Parade               | N/A                     |
| 2004 | "Helicopter"                 | Bloc Party                     | Sí                  | 3. Parade               | 3. Parade               |
| 1979 | "Hit Me with Your Best Shot" | Pat Benatar                    | Sí                  | 2. Rooftop              | 2. Rooftop              |
| 2007 | "I Don't Wanna Stop"         | Ozzy Osbourne                  | Sí                  | 5. Battleship           | 5. Battleship           |
| 2004 | "I Am Not Your Game Boy"     | Freezepop                      | Sí                  | Bonus song              | Bonus song              |
| 1977 | "I Know a Little"            | Lynyrd Skynyrd                 | No                  | 5. Battleship (encore)  | 5. Battleship (encore)  |
| 1981 | "Jessie's Girl"              | Rick Springfield               | Sí                  | 2. Rooftop              | N/A                     |
| 1977 | "Jet Airliner"               | Steve Miller Band              | No                  | 4. Greek Arena          | N/A                     |
| 1989 | "Knock Me Down"              | Red Hot Chili Peppers          | Sí                  | 5. Battleship           | 5. Battleship           |
| 1973 | "La Grange"                  | ZZ Top                         | No                  | 4. Greek Arena          | 4. Greek Arena          |
| 2004 | "Monster"                    | Beatsteaks                     | No                  | N/A                     | 2. Rooftop              |
| 2007 | "Monsoon"                    | Tokio Hotel                    | No                  | N/A                     | 3. Parade               |
| 1983 | "Pride and Joy"              | Stevie Ray Vaughan             | Sí                  | 5. Battleship           | 5. Battleship           |
| 1975 | "Rock and Roll All Nite"     | Kiss                           | No                  | 3. Parade               | 3. Parade               |
| 1985 | "Rock the Night"             | Europe                         | No                  | N/A                     | 4. Greek Arena          |
| 1995 | "Spiderwebs"                 | No Doubt                       | Sí                  | 1. Subway               | 1. Subway               |
| 1981 | "Stray Cat Strut"            | Stray Cats                     | Sí                  | 4. Greek Arena          | 4. Greek Arena          |
| 2004 | "This Love"                  | Maroon 5                       | Sí                  | 2. Rooftop (encore)     | 2. Rooftop (encore)     |
| 1984 | "We're Not Gonna Take It"    | Twisted Sister                 | Sí                  | 1. Subway (encore)      | 1. Subway (encore)      |
| 2007 | "What I Want"                | Chris Daughtry featuring Slash | Sí                  | 3. Parade (encore)      | N/A                     |
| 1989 | "Youth Gone Wild"            | Skid Row                       | No                  | 4. Greek Arena (encore) | 4. Greek Arena (encore) |